# Teorija postavljanja ciljev
Teorija postavljanja ciljev je motivacijska teorija in izhaja iz dveh tradicij; prva je akademska in izhaja iz del Ryana, G. Millerja, Galanterja in Pribama, Kurta Lewina do Wurzburgške šole in njihovih konceptov namer, nalog, mentalnih setov, nivoja aspiracije. Druga je organizacijska (Management by Objectives), pri kateri gre za programe ciljnega vodenja, upravljanja preko ciljev in nazaj do gibanja znanstvenega managementa (Scientific Management movement), katerega ustanovitelj je bil F. W. Taylor. Leta 1968 je Locke združil obe tradiciji v teorijo postavljanja ciljev in skupaj z Lathamom vodil začetne laboratorijske raziskave. Postavljanje ciljev je tudi pomembna komponenta teorije socialnega učenja. Koncept postavljanja ciljev je v domeni kognitivne psihologije.. Locke je bil mnenja, da so cilji najmočnejša kognitivna determinanta, ki vpliva na to, kakšno bo posameznikovo vedenje ob določeni nalogi..

## Opredelitev cilja
Cilj predstavlja tisto, kar si posameznik prizadeva doseči. Je namen nekega dejanja, akcije in vsebuje tisto kar je za posameznika pomembno, v prihodnosti identificiran želen rezultat. Cilji neposredno usmerjajo vedenje, stopnja in nivo povezave med cilji in aktivnostjo pa je osnovno vprašanje, s katerim se ukvarja teorija postavljanja ciljev.

### Lastnosti ciljev
Dve osnovni lastnosti, ki določata cilje, sta intenzivnost in vsebina. Intenzivnost se nanaša na moč cilja, nanjo vplivata zaznana pomembnost cilja in predanost cilju. Poleg navedenih, vključuje tudi kognitivne procese, ki so vključeni v doseganje cilja. Vsebina ciljev določa, kaj si posameznik želi doseči in vključuje težavnost, specifičnost, kompleksnost in konfliktnost.
- Težavnost cilja predstavlja stopnjo spretnosti ali nivoja delovnega izvajanja, ki je potreben za doseganje cilja. Pri težavnosti cilja gre za to, da se bolj težaven cilj nanaša na relativno majhen delež ljudi, ki so dosegli zastavljen nivo in pa manj težaven cilj, pri katerem večina posameznikov doseže zastavljen nivo. Predhodne raziskave niso dale jasnih rezultatov. Pokazale so, da sta težavnost cilja in  izvedba dela v krivuljčnem odnosu. Najvišji nivo vloženega truda se je pokazal pri nalogah zmerne težavnosti, najnižji nivo vloženega truda pa pri nalogah, ki so ali pretežke ali prelahke. Nadaljnje raziskave pa so prišle do ugotovitve, da sta težavnost cilja in izvedba dela v pozitivnem linearnem odnosu – najtežji cilji so pripeljali do najvišjega nivoja vloženega truda.[3].
- Specifičnost cilja predstavlja stopnjo kvantitativne natančnosti, s katero je cilj oblikovan, postavljen. Ciljna specifičnost se navadno nanaša na to, da je naloga narejena eksplicitno z obzirom na ciljno vedenje. Pogosto je raziskujejo tako, da primerjajo posameznikovo vedenje v situaciji brez specifičnega cilja (ciljno navodilo je npr. »Naredi po svojih najboljših močeh.«) in pa vedenje v situaciji s specifično določenim ciljem (ciljno navodilo je npr. »Doseži 60 točk na naslednjem preizkusu.«)
- Kompleksnost cilja predstavlja število pričakovanih rezultatov in njihovo medsebojno povezanost. Številne študije so pokazale vpliv, ki ga imata na cilj tako specifičnost kot težavnost. Le – ta se zmanjša, če je cilj bolj kompleksen.[4].
- Konfliktnost cilja predstavlja stopnjo, do katere doseganje enega pomembnega cilja onemogoča doseganje drugega pomembnega cilja.

Večina raziskav, ki se osredotočajo na postavljanje ciljev, se ukvarja predvsem s težavnostjo cilja in specifičnostjo.

## Preko katerih posrednikov delujejo cilji?
Postavljeni cilji vplivajo na izvajanje z usmerjanjem pozornosti, mobilizacijo truda, povečano vztrajnostjo in z oblikovanjem strategij reševanja naloge. Cilji posredno vplivajo tudi na dejavnost, in sicer preko stimuliranja akcijskega načrta. Človek, ki je soočen s cilji, ki jih mora doseči, skuša oblikovati načrt in metode, s pomočjo katerih bo ta cilj dejansko tudi dosegel.

Locke je s sodelavci ugotovil, da na zvezo med postavljanjem ciljev in izvajanjem dela vplivajo tudi: poznavanje rezultatov dela (povratna informacija), predanost ciljem, občutek samoučinkovitosti. Samo cilji ali samo povratna informacija pa manj vplivajo na izvedbo naloge, kot interakcija obeh. Pokazalo se je namreč, da je ob odsotnosti povratne informacije, tudi sam cilj imel manjši vpliv na izvedbo.

Predanost ciljem se nanaša na to, da mora biti posameznik predan cilju, da bi le –ta vplival na izvajanje dela. Gre za posameznikovo zavezanost cilju, odločenost, da bo cilj dejansko dosegel. Predanost je najbolj pomembna, ko so cilji bolj težavni. 

Ločimo tri determinante predanosti ciljem: zunanji faktorji, interaktivni faktorji in notranji faktorji.

Zunanji faktorji vključujejo spremenljivke kot so mera, do katere je posameznikova zahteva zaznana kot legitimna, delavčevo zaupanje v avtoriteto, skupinsko vplivanje, zunanje nagrade in spodbude povezane z dosego cilja. 

Interaktivni faktorji se nanašajo na kontekst, v katerem se izvaja postavljanje ciljev, vsebuje procese sodelovanja, tekmovanje in kulturne vrednote.

Notranji faktorji se nanašajo na različne kognitivne koncepte, ki vključujejo pričakovanje uspeha naloge in notranje nagrade.

## Samoučinkovitost
Samoučinkovitost je ocena posameznika, da je sposoben določiti, organizirati in izvršiti akcijo, dejavnost, ki je potrebna, da uspešno opravi določeno nalogo in s tem doseže cilj. Občutek samoučinkovitosti sodeluje tudi v procesu postavljanja ciljev. Avtorji so dokazali, da občutek samoučinkovitosti, primernosti, pozitivno in neposredno vpliva na izbor cilja, predanost cilju in izvedbo dela. Posamezniki z višjim občutkom samoučinkovitosti so bolj predani zastavljenim ciljem, najdejo in uporabijo boljše strategije za dosego le – teh in se odzovejo bolj pozitivno na negativno povratno informacijo, kot ljudje z nižjim občutkom samoučinkovitosti. Poleg občutka samoučinkovitosti so izpostavili tudi pomembnost vodje. Ugotovili so, da razlike v podajanju navodil in vedenju vodje med procesom postavljanja ciljev, lahko vplivajo na predanost cilju in posledično opravljanju naloge. Predanost cilju in opravljanje naloge se je izboljšalo, ko je imela oseba visok občutek samoučinkovitosti in ko je zaznavala vodjo v pozitivni luči. Pri osebah z nižjim občutkom samoučinkovitosti in take, ki so zaznavale vodjo kot ne-podpirajočega, je to povzročilo šibkejše namene in oslabšalo vedenje usmerjeno k doseganju ciljev. Vodje lahko pri posameznikih zvišajo občutek samoučinkovitosti tako, da jim priskrbijo trening, ki bo izboljšal njihove sposobnosti in jim tako nudil več izkušenj, tako, da jim predstavljajo modele, po katerih se posamezniki učijo in tako, da osebi sporočajo, da zaupajo v njeno ravnanje in sposobnosti za dosego cilja.

## Kritika modela
Model je bil velikokrat kritiziran zaradi osredotočenosti na cilje, ki so bili predpisani in ne na cilje, ki bi si jih posameznik postavil sam.  Čeprav je teorija v splošnem sprejeta, sta še vedno odprta dva problema: osredotočenost na izvedbo naloge (pri tem se kritike nanašajo na nezmožnost napovedati ali razložiti vedenje posameznika) in statičen pristop k motivaciji (osredotočenost zgolj na izvedbo ene naloge nam nudi nepopolno in skromno perspektivo motivacije delavca).
Nadaljnje raziskave bi se morale osredotočiti na razširitev teorije, npr. na opazovanje učinkovitosti v kompleksnejših okoljih, z več cilji oz. bolj konfliktnimi, da bi tako pridobili bolj realističen model, ki predstavlja delo v organizacijah. Prav tako naj upoštevajo faktorje, ki lahko vplivajo na izbiro cilja pri posameznikih in širše raziščejo proces, v katerem posamezniki spremenijo svoj nastop na podlagi povratne informacije.

## Sodobne raziskave
Novejše raziskave so povzemale obstoječe predpostavke teorije in se poleg tega osredotočile še na druge spremenljivke. Poleg specifičnosti in težavnosti cilja omenjajo še možnost izbire ciljev, ki prav tako vpliva na izvedbo. Na izvedbo vpliva tudi to, ali oseba zazna nek cilj kot izziv ali kot grožnjo, namreč tisti, ki zaznavajo cilj kot grožnjo, naj bi dosegli pomembno nižje rezultate kot tisti, ki ga zaznavajo kot izziv. Posvečali so se tudi čustvom in ugotovili, da sta napredek in pomembnost cilja močna napovednika čustev uspeha in blagostanja. Ko teorijo postavljanja ciljev uporabimo v skupini, lahko prihaja do neskladij z osebnimi in skupinskimi cilji. Vedenje tistih posameznikov, katerih osebni cilji so skladni s skupinskimi, krepi skupinsko izvedbo, v nasprotnem primeru pa to ovira skupinsko izvedbo. Ločimo tudi posameznike, ki se nagibajo k izbiri nalog, s katerimi lahko pridobijo neko znanje in veščine (learning goal orientation) in pa posameznike, ki se izogibajo nalogam, pri katerih bi lahko bili deležni kritike s strani drugih in se nagibajo k nalogam, pri katerih se lahko izkažejo v najboljši luči (performance goal orientation). Teorija ni bila aplicirana zgolj v povezavi z delovnimi nalogami, ampak tudi v povezavi s športom in rehabilitacijo, zdravstveno nego.